# Кридлеїт
Кридлеїт (англ. criddleite) — мінерал класу сульфідів та сульфосолей.

## Загальний опис
Хімічна формула: TlAg2Au3Sb10S10. Містить (%): Tl — 8,02; Ag — 8,46; Sb — 47,76; Au — 23,18; S — 12,58. Кристали голчасті, таблитчасті. Сингонія моноклінна. Твердість 3 3,5. Густина 6,87. Колір сіро-синій, чорний. Риса чорна. Блиск металічний. Непрозорий. Утворюється при гідротермальному процесі в золоторудних родовищах в асоціації з ауристибітом, золотом, антимонітом, халькостибітом, стибнітом, тетраедритом, молібденітом, цинкітом, піритом, кварцом. Осн. знахідки: золоторудне родовище Гемло, Канада (Hemlo gold deposit, Ontario, Canada); Au–Sb родовище у Франції (Viges Au–Sb deposit, Creuse, France). Названо на честь мінералога Британського музею А.Дж. Кріддела (dr. Alan John Criddle).